# Марсиковетере
Марсиковѐтере (на италиански: Marsicovetere, алтернативна ортография Marsico Vetere, Марсико Ветере на местен диалект Mascuvètr, Маскуветър) е град и община в Южна Италия, провинция Потенца, регион Базиликата. Разположен е около река Агри на 974 m надморска височина. Населението на общината е 5420 души (към 2010 г.).